# La Fe (Sandino)
Pour les articles homonymes, voir La Fé.

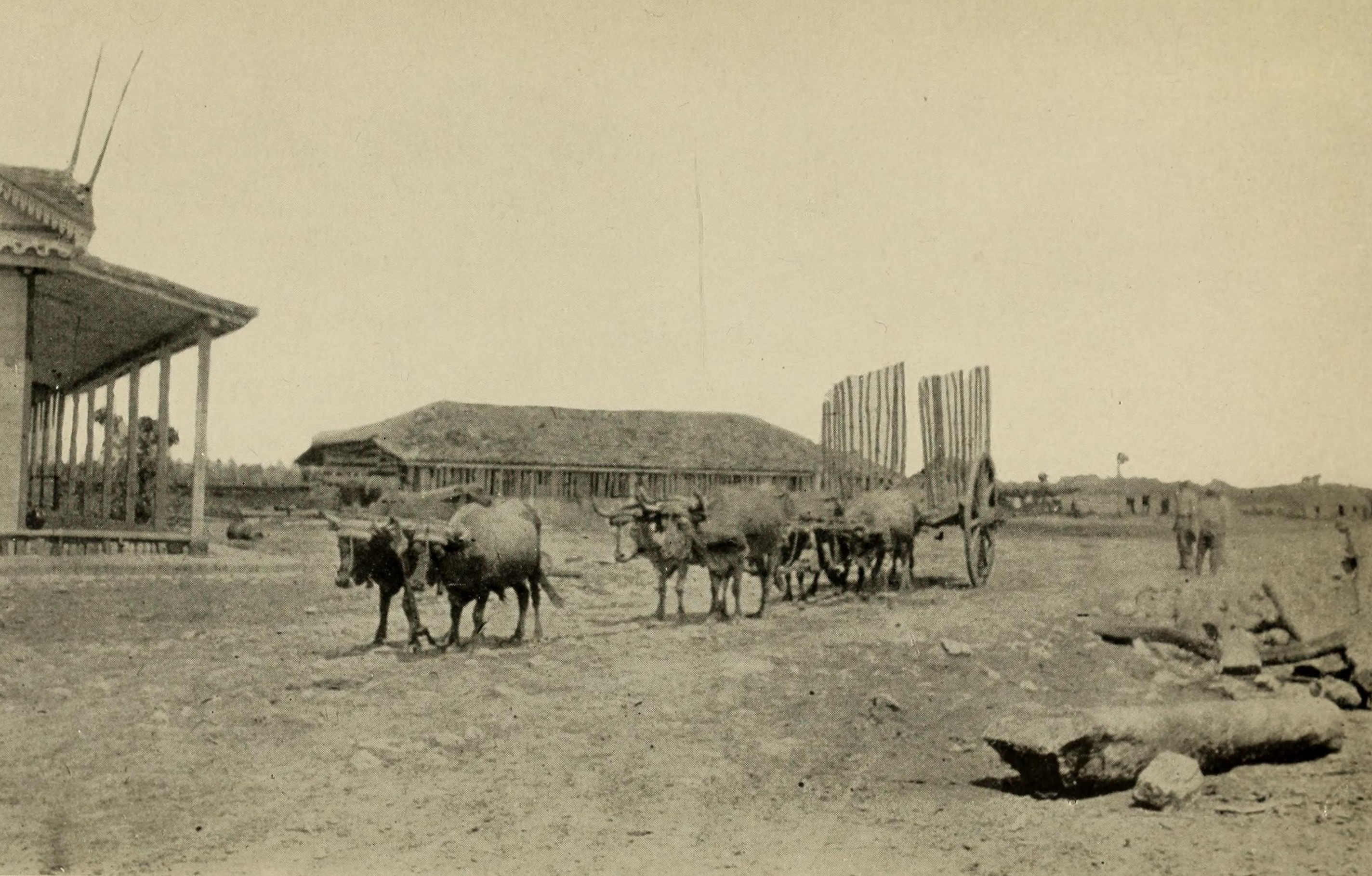
La croisière du Tomas Barrera

La Fe (en français : « La Foi ») est un village cubain dépendant de la municipalité de Sandino dans la province de Pinar del Río.
Il fait partie de la réserve de biosphère de Guanahacabibes.
Situé sur la côte, sur les bords de la baie de Guadiana (es) (Bahía de Guadiana), à environ 9 km au sud-ouest du bourg chef-lieu de Sandino et 83 km de la ville de Pinar del Río, la capitale provinciale, il est le point de départ de la Carretera Central, la route centrale qui parcourt l'île de Cuba d'ouest en est et mène à Baracoa dans la province de Guantanamo.